# کارل آبراهام (راننده)
کارل آبراهام (به انگلیسی: Karel Abraham) ( زاده:۲۵ ژانویه ۱۹۹۰ ) در چک و راننده موتو جی‌پی می‌باشد .
و هم‌اکنون برای تیم هوندا رانندگی می‌کند.